# Paul Szillat
Paul Szillat (* 30. Oktober 1888 in Charlottenburg; † 17. Januar 1958 in West-Berlin) war ein deutscher Politiker (SPD, 1946–1950 SED). Er war SPD-Fraktionsvorsitzender im Preußischen Landtag und Oberbürgermeister der Stadt Rathenow.

## Leben

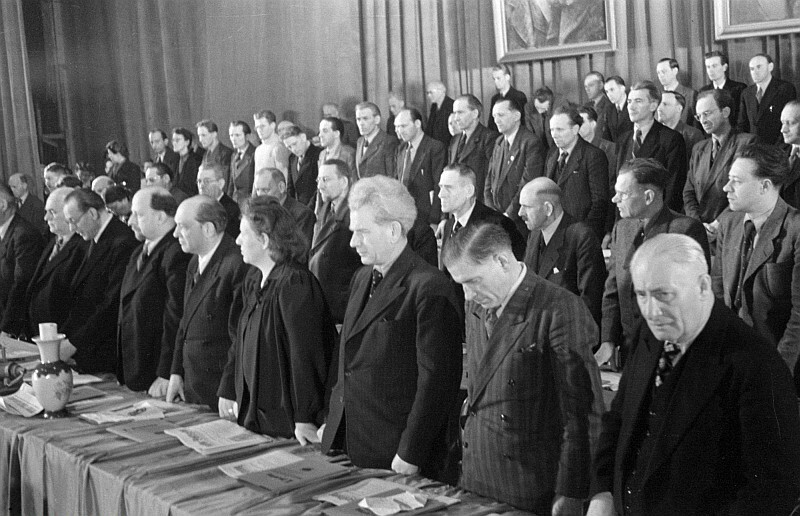
Paul Szillat (zweite Reihe, vierter von rechts) 1946 im Podium auf dem Gründungsparteitag der SED

Szillat war gelernter Feinmechaniker. Im Jahr 1910 trat er in die SPD ein. Nach der Novemberrevolution 1918/19 war er Gemeindevertreter in Steglitz. 1920 kam er als Geschäftsführer des Metallarbeiter-Verbandes nach Rathenow. Im Jahr 1921 wurde er als Kreistagsabgeordneter und 1924 als Stadtverordneter gewählt, wo er den Fraktionsvorsitz übernahm.
Ab 1924 saß er im Preußischen Landtag, wo er nach der Wahl am 5. März 1933 Fraktionsvorsitzender der SPD wurde. Gleichzeitig war er in den Jahren 1932/1933 Oberbürgermeister von Brandenburg an der Havel.
Im Jahr 1933 war er Mitglied des „Löbe-Vorstandes“. Im Juni 1933 wurde er von den Nationalsozialisten im KZ Oranienburg inhaftiert. Anfang August 1933 entlassen, stand er fortan unter Polizeiaufsicht. Seine folgende illegale Tätigkeit blieb unentdeckt. Er wohnte in seinem Haus Fritz-Perl-Straße 12 (Immanuel-Kant-Straße) und arbeitete als Geschäftsführer einer Firma in Berlin-Tempelhof.
Nach dem Zweiten Weltkrieg wurde er 1945 zunächst als stellvertretender Landrat und ab Juni (Arthur Neumann, KPD, nachfolgend) vom sowjetischen Stadtkommandanten als Oberbürgermeister der Stadt Rathenow eingesetzt (bis 21. Juni 1950).
Paul Szillat unterstützte die Vereinigungsbestrebungen von KPD und SPD. Als Delegierter des Vereinigungsparteitages zur SED hielt er den Bericht der Statutenkommission. Er unterstrich den demokratischen Prozess in der Zusammenarbeit von SPD- und KPD-Mitgliedern in Vorbereitung des Parteitages bei der Diskussion des von den zentralen Leitungen beider Parteien vorgelegten Parteistatuts. Er begründete Veränderungsvorschläge aus den Kreiskonferenzen und Bezirksparteitagen, die den unterschiedlichen Organisationsformen der beiden bisherigen Parteien, nämlich Ortsvereine (SPD) und Betriebsgruppen (KPD) betrafen. Paul Szillat wurde auf Vorschlag des 20. Parteitages der SPD in den Parteivorstand der SED gewählt. Er war paritätisch zusammengesetzt, außerdem waren 20 der 80 Vorstandsmitglieder aus den Westzonen, aus denen 233 Delegierte kamen.
Die Konflikte in der SED brachen auf, als die kommunistische Linie zur Entwicklung einer „Partei neuen Typus“ ab etwa 1948 durchgesetzt wurde. Die paritätische Besetzung der Funktionen wurde aufgehoben. Ehemalige SPD-Mitglieder fanden sich ausgegrenzt und unter dem Generalverdacht eines „Sozialdemokratismus“ oder als „Reformisten“ – das galt als parteifeindlich. Alle früheren Anhänger Schumachers fielen unter diesen Vorwurf, aber schließlich auch Paul Szillat, der Befürworter – und als stellvertretender Vorsitzender des SPD-Bezirksverbandes Brandenburg aktiv Handelnder – im Einheitsprozess, der seine sozialdemokratischen Traditionen hoch hielt, seit 1946 Vorsitzender der Zentralen Revisionskommission des SED-Parteivorstandes und Abgeordneter des brandenburgischen Landtages war.
Anfang Juni 1950 bestätigte man Szillat noch eine gute kommunalpolitische Arbeit, bemängelte aber seine politische Einstellung, „da er sich noch nicht von der alten Linie der Sozialdemokratie vor 1933 gelöst hat.“ Der SED-Kreisvorstand Rathenow urteilte: „Seine Entwicklung ist abgeschlossen und entspricht einem Genossen mit starken Tendenzen zum Sozialdemokratismus.“ Die politische Verurteilung vollzog die SED-Kreisdelegiertenkonferenz Rathenow/Westhavelland am 24./25. Juli 1950 unter dem Motto „Kompromißlose Kritik stärkt die Partei“. Das Ausschlussverfahren wurde eingeleitet.
Am 27. August 1950 wurde Paul Szillat zusammen mit seinem Sohn Hans und anderen Kommunalpolitikern verhaftet wegen „schwerer Wirtschaftsvergehen“. Der brandenburgische Landtag hob die Immunität des 62-Jährigen auf. Anfang November 1950 wurden beide aus der SED ausgeschlossen „wegen umfangreicher politischer Schädlingsarbeit, Agenten- und Sabotagetätigkeit oder deren Unterstützung“ (außer ihnen noch neun weitere Kommunalpolitiker und Wirtschaftsfunktionäre).
Am 13. November 1951 erfolgte die Verurteilung von Paul und Hans Szillat zu acht bzw. vier Jahren Zuchthaus. Der Prozess war nicht öffentlich, der Hauptzeuge leistete einen Meineid, der zur Verurteilung führte. (Der „Zeuge“ wurde später von Paul Szillats Ehefrau in Lübeck ausfindig gemacht und im Jahr 1955 vom Hamburger Landgericht wegen Meineids verurteilt.)
Ende April 1956 erließ Staatspräsident Wilhelm Pieck eine Amnestie, in deren Folge Paul Szillat entlassen wurde. Er verließ die DDR und ging nach West-Berlin, wo er knapp anderthalb Jahre später, im Januar 1958, verstarb.
Im Jahr 1990 wurden er und sein Sohn durch die Schiedskommission des Rathenower PDS-Kreisvorstandes rehabilitiert. Hans Szillat nahm die Entschuldigung entgegen. Die Kassation der Zuchthausurteile erfolgte im April 1992.
Paul Szillat gehörte zu denjenigen Mitgliedern, die die (West-)Berliner SPD mit Informationen über die tatsächlichen Verhältnisse in der Sowjetischen Besatzungszone versorgten.
Während des Volksaufstandes am 17. Juni 1953 wurde in Rathenow für den dort immer noch beliebten Politiker demonstriert mit Parolen wie „Freiheit für Paul Szillat“.